# Organisationsstruktur der NWA
Seit ihrer Gründung, die am 18. Juli 1948 stattfand, verfügte die National Wrestling Alliance über eine feste Organisationsstruktur, die sie sich weitgehend von der National Wrestling Association entliehen hatte. Dieses ersparte der NWA Kosten, da sie sich eines bewährten und bekannten Systems bediente.

## Präsident/Executive Director
Bis 2005 bestand als oberste Instanz in der National Wrestling Alliance die im Juli 1948 geschaffene NWA Presidency. Diese vertrat die NWA nach außen hin und der NWA-Präsident gehörte fast immer einem anderen Affiliate des Wrestlingdachverbandes an. 
In der internen Struktur der NWA verfügte der NWA-Präsident über keinerlei reale Macht. Diese lag in den Händen vertretenen Promotoren, die dort im BoD zusammengeschlossen waren. In der Zeit zwischen 1948 und 2005 besaß die NWA insgesamt 23 Präsidenten. Auf der Jahresversammlung der NWA wurde beschlossen, die Presidency abzuschaffen und diese durch einen Geschäftsführer, dem Executive Director, abzulösen. Dieser soll neutral sein und nicht einer Gliederung der NWA angehören. Robert Trobich (Leiter der NWA-Rechtsabteilung) war als Hauptvertreter der Pro Wrestling Organization, LCC bis 2012 Geschäftsführer der NWA. Er wurde 2012 von seinem Partner David Baucom abgelöst. Dieser verlor im August des gleichen Jahres einen Prozess gegen den Promotor Bruce Tharpe. Der Volljurist Tharpe kaufte die Pro Wrestling Organization, LCC auf und gliederte diese in seine eigene Organisation (International Wrestling Corp, LCC) ein. Unter Tharpe wurde der Executive Director zugunsten des NWA-Präsidenten abgelöst. Tharpe war bis zum Verkauf der NWA als Mehrheitshalter de facto Eigentümer der NWA. 2017 wurde die NWA an den Musiker Billy Corgan verkauft und von diesem als reale Promotion reorganisiert.
| #  | Präsident/Executive Director | Zeitraum  | Promotion                                 |
| -- | ---------------------------- | --------- | ----------------------------------------- |
| 1  | Paul „Pinkie“ George         | 1948–1950 | NWA Iowa                                  |
| 2  | Sam Muchnick                 | 1950–1960 | Sam Muchnick Sports Attractions           |
| 3  | Frank Tunney                 | 1960–1961 | Maple Leaf Wrestling                      |
| 4  | Fred Kohler                  | 1961–1962 | NWA Chicago                               |
| 5  | Karl Sarpolis                | 1962–1963 | Western States Sports                     |
| 6  | Sam Muchnick                 | 1963–1975 | St. Louis Wrestling Club                  |
| 7  | Fritz von Erich              | 1975–1976 | World Class Championship Wrestling        |
| 8  | Eddie Graham                 | 1976–1978 | Championship Wrestling From Florida       |
| 9  | Bob Geigel                   | 1978–1980 | Heart Of America Sports Attractions       |
| 10 | Jim Crockett Jr.             | 1980–1982 | Mid-Atlantic Championship Wrestling       |
| 11 | Bob Geigel                   | 1982–1985 | Heart Of America Sports Attractions       |
| 12 | Jim Crockett Jr.             | 1985–1986 | Mid-Atlantic Championship Wrestling       |
| 13 | Bob Geigel                   | 1986–1987 | Heart Of America Sports Attractions       |
| 14 | Jim Crockett Jr.             | 1987–1991 | Mid-Atlantic Championship Wrestling       |
| 15 | Jim Herd                     | 1991–1992 | World Championship Wrestling              |
| 16 | Seiji Sakaguchi              | 1992–1993 | New Japan Pro-Wrestling                   |
| 17 | Howard Brody                 | 1993–1995 | Championship Wrestling From Florida       |
| 17 | Dennis Coralluzzo            | 1993–1995 | Championship Wrestling America            |
| 17 | Steve Rickard                | 1993–1995 | All-Star Pro Wrestling                    |
| 18 | Steve Rickard                | 1995–1996 | All-Star Pro Wrestling                    |
| 19 | Howard Brody                 | 1996–2001 | NWA Florida                               |
| 20 | Jim Miller                   | 2001–2002 | Pro Wrestling eXpress                     |
| 21 | Richard Arpin                | 2002–2003 | NWA Tri-State                             |
| 22 | Bill Behrens                 | 2003–2004 | NWA Wildside                              |
| 23 | Ernie Todd                   | 2004–2005 | Canadian Wrestling Federation             |
| 24 | Robert K. Trobich            | 2005–2012 | Trobich's Pro Wrestling Organization, LLC |
| 25 | David Baucom                 | 2012–2012 | NWA Carolinas                             |
| 26 | Bruce Tharpe                 | 2012–2017 | NWA World Class                           |
| 27 | Billy Corgan                 | 2017 –    |                                           |

## Board Of Directors
Die National Wrestling Alliance stellte bis zum Verkauf keine Wrestling-Promotion im eigentlichen Sinne dar. Sie bildete einen losen Zusammenschluss verschiedener Promotionen, die unter einem gemeinsamen Banner veranstalten.
Damit umging man geschickt die US-amerikanischen Kartellrechte, indem man die Suborganisationen der NWA in ihrer Handlungsfreiheit bewusst autonom ließ. 
Das Board Of Directors, der den geschäftsführenden Vorstand der National Wrestling Alliance darstellt, wurde seit 1948 aus allen den der NWA angehörenden Promotoren gebildet. Er umfasste demnach neben den Besitzern der Hauptpromotionen, den sogenannten Major Promotions, auch die meisten Besitzer der angeschlossenen Promotionen, den Local Promotions. 

Seit dem 25. September 1948 wurde zwischen den „normalen“ und den „assoziierten Mitgliedern“ unterschieden. Im Board Of Directors waren nur noch jene Promotoren vertreten, die auch das Booking in den Regionen übernommen hatten.
Im Zuge der Reorganisation der NWA Ende der 1990er Jahre, die durch die Aufgabe des bis dahin herrschenden Territorialprinzips notwendig wurde, sind seit dem Jahr 2000 im Board Of Directors dort nur noch die Besitzer der NWA-Hauptpromotionen (die Chef-Booker) und das Anwaltsbüro Robert K. Trobich vertreten. 
Das klassische Board Of Directors setzte sich in seiner letzten Phase wie folgt zusammen:
- Joseph Cabibbo (NWA Midwest)
- Mike Porter (NWA Main Event)
- Danny McClain (NWA Battlezone)
- Alvin Minnick (NWA Mid-South)
- Rick O’Brien (NWA Virginia)
- Robert K. Trobich (NWA-Rechtsbüro)
- Bruce Tharpe (NWA World Class)

Nach dem Verkauf der NWA an Billy Corgan wurde das klassische Board of Directors zugunsten einer Struktur aufgegeben, die sich bewusst an jene der WWE anlehnt. Verschiedene Producers (vielfach ehemalige Wrestler und Promotoren) arbeiten zusammen mit dem Roster der NWA diverse Storylines aus, Corgan selbst verkörpert als CEO in den Showformaten die Rolle des NWA-Präsidenten.

## Personalkosten
Am 18. Juli 1948 beschlossen die anwesenden Promotoren, dass die Personalkosten der sogenannten „NWA Affiliates“, der Suborganisationen, möglichst klein gehalten werden sollten.

So wurde von ihnen eine einheitliche Bezahlung der Akteure und ein Verleihsystem mit einem offenen Roster beschlossen.

Das bedeutete, dass alle Wrestler, die unter NWA-Vertrag standen, exakt dieselbe Bezahlung hatten. Die Inhaber einer Championship bekamen für die Dauer ihrer angesetzten Regentschaft ein höher angesetztes Entgelt, das nach dem Rang des gehaltenen Titels gestaffelt war.

Dieses ausgeklügelte Verleihsystem ermöglichte nun allen Affiliates, die Topstars der anderen bei sich auftreten zu lassen, da ja nun kein festes Roster mehr bestand, was dieses erschwert hätte. Nur für die jeweiligen Champions musste bei Verpflichtung in eine andere Promotion dem Ausleihenden, je nach gehaltenem Titel, eine gestaffelte Abschlagssumme gezahlt werden, da diese für die Dauer ihrer Regentschaft fest bei den Promotionen angestellt waren.

Dieses kostengünstige Verleihsystem wurde später auch von den anderen Wrestling-Promotionen kopiert und angewendet.

Eine zweite Versammlung wurde nun für den Herbst 1948 angesetzt, wo weitere Fragen bezüglich der Gestaltung der National Wrestling Alliance geklärt werden sollten.

## Trennung zwischen NWA-Vollmitgliedern und assoziierten Organisationen
Das auf dem Julitreffen beschlossene zweite Treffen der National Wrestling Alliance fand am 25. September 1948 in Minneapolis, Minnesota statt.

Dort wurde nun von den Anwesenden beschlossen, zwischen den „offiziellen Mitgliedern“ und den „assoziierten Mitgliedern“ zu unterscheiden. Erstere waren die im NWA-Vorstand stimmberechtigten Vollmitglieder. Diese bestanden nun aus den Bookern einer bestimmten Region und waren dort für die Einhaltung der von der NWA beschlossenen Richtlinien und Regeln verantwortlich. Diese bildeten nun das NWA Board Of Directors

Letztere waren der angeschlossene Mitglieder, die zwar offiziell unter dem Banner der NWA veranstalten durften, aber ansonsten kein Mitspracherecht hatten. Auf dem Septembertreffen wurde ferner festgelegt, dass jährlich eine Vorstandssitzung stattzufinden hätte. Dieses sollte jeweils in einem Territorium einer NWA Affiliate stattfinden.

## NWA World Heavyweight Championship
Bei ihrem Treffen am 18. Juli 1948 einigten sich die anwesenden Promotoren darauf, dass in der National Wrestling Alliance eine gemeinsame NWA World Heavyweight Championship zu stellen und die national wie global zu verteidigen sei. Ferner sollten in der Folgezeit weitere NWA-Titel folgen, deren Verleihung von den jeweiligen Championship-Komitees durchgeführt und kontrolliert werden sollte.

Das Grundsatzprogramm, das auf dem Treffen vereinbart wurde, stammte von Fred Kohler, der dieses per Telegramm übermittelte, da er selbst verhindert war.

Es umfasste 9 Punkte. Auszugsweise seien hier nun die ersten drei Punkte und der Punkt 9 angeführt.

„1. Dass diese Organisation eine kooperative Wrestling-Gruppe ist, wo es jedem Mitglied freisteht, seine bestehenden Territorien so zu gestalten, wie er es möchte ohne die Einmischung eines anderen Gruppenmitgliedes; und zu keiner Zeit sollen sie die Buchungsgebühren an einzelne Gruppenmitglieder oder an andere Personen zu zahlen haben.
 2. Es werden alle bestehenden Gebiete der Gruppenmitglieder durch die Organisation respektiert und rechtlich als Gesamtheit vor Außenstehenden geschützt. Gruppenmitglieder werden alles in ihrer Macht stehende tun, um sich gegenseitig mit Angestellten zu helfen.
 3. Diese Organisation wird nur einen Heavyweight und einen Junior Heavyweight Champion anerkennen und von Champions, die von dieser Gruppe anerkannt werden, zu keiner Zeit irgendwelche Gebühren für bestrittene Wrestling-Kämpfe zu verlangen (sig!), außer der üblichen 10 %. Es wird ferner vereinbart: dass besagte Champions erhebliche Kautions-Beiträge leisten sollen, deren Höhe über eine Mitgliederabstimmung  beschlossen wird. 5.000 US$ - Kaution für den  Heavyweight Champion – Orville Brown. 1.000 US$ - Kaution für den  Junior Heavyweight Champ – Billy Goelz. (Dieses ist ein Versicherungsschutz, der an diese Gruppe verfällt, wenn besagte Champions nicht antreten oder sich weigern, ihren Titel zu verteidigen.) […] 
 9. Die Organisation handelt als ihre eigene Kommission, als eine Wrestling-Polizei, und alle Wrestler, die das Wrestling schädigen oder wenn ein Verein aus dieser Gruppe einen Wrestler suspendiert, dann wird diese Sperrung durch die ganze Gruppe akzeptiert werden.“

## Zwei NWA-World-Champions / Eingliederung der National Wrestling Association
Im mittleren Westen bestand nun das Paradoxon, dass dort zwei gleichberechtigte NWA-Titel ausgetragen wurden. Zum einen den der National Wrestling Association, dessen Inhaber Lou Thesz war, und zum anderen den der National Wrestling Alliance. 

Als Basis der NWA World Heavyweight Championship wurde der MWA World Title herangezogen. So wandelte man diesen bereits am 14. Juli 1948, vier Tage vor dem NWA-Gründungstreffen, in den neuen NWA-Titel um.

Erster Inhaber des NWA-Titels wurde der bisherige amtierende MWA-Champion Orville Brown, der damit in Konkurrenz zu Sonny Myers trat. Dieser trug seit dem 3. November 1947 für das „Alliance“-Banner den World Title National Wrestling Association. Mit der Einführung der neuen NWA World Championship, im Oktober 1948, und der Einsetzung Browns zum offiziellen NWA-Champion wurde Myers der Titel nun aberkannt. Dafür sollte die NWA und explizit Paul George später noch von Seiten Myers zur Rechenschaft gezogen werden.
Orville Brown forderte nun immer wieder ein Titelvereinigungs-Match zwischen Thesz und ihm. Es wurden nun entsprechende Storylines ausgearbeitet, die diese Titelvereinigung vorbereiten sollten.

Doch kurz bevor dieses stattfinden sollte, verletzte sich Orville Brown am 1. November 1949 schwer bei einem Autounfall.

Nach langwierigen Verhandlungen zwischen der National Wrestling Association und der National Wrestling Alliance wurde schließlich die NWA Championship für vakant erklärt.

Schließlich kamen alle Beteiligten darüber überein, dass der bisherige World-Champion der National Wrestling Association, Lou Thesz, den NWA-Titel am 27. November 1949 kampflos zugestanden bekommen sollte. Mit der Titelvereinigung beider NWAs in Persona von Lou Thesz wurde die National Wrestling Association in die „Alliance“-NWA aufgenommen und bildete nun ein gleichberechtigtes NWA Affiliate.
Auf dem zweiten NWA-Treffen, am 25. September 1948, wurde das im Juli beschlossene Grundsatzprogramm um eine weitere Vereinbarung erweitert.

Diese bestand nun aus 11 Punkten und drei Anmerkungen. Punkt 4 besagte, dass Orville Brown rechtlich Inhaber des NWA World Titles sei.

## Championship Committees
Vom NWA-Vorstand wurde im März 1952 die Einführung von sechs Komitees beschlossen: Diese waren für die Ausarbeitung der jeweiligen Storylines der Titelmatches und für deren Einhaltung zuständig. Diese sechs Komitees wurden noch in den 1950er-Jahren um weitere zwei (Television Committee, Women's Committee) ergänzt: 
Tabelle mit den Championship-Komitees
| Name                                      | Zuständigkeit                                                                                 |
| ----------------------------------------- | --------------------------------------------------------------------------------------------- |
| World Heavyweight Championship Committee  | NWA World Title                                                                               |
| Junior Heavyweight Championship Committee | NWA Cruiserweight Title                                                                       |
| Membership Committee                      | Mitgliederwerbung und -betreuung                                                              |
| Rules Committee                           | Aus- und Überarbeitung des NWA-Regelwerkes                                                    |
| Grievance Committee                       | Bearbeitung eingegangener Beschwerden                                                         |
| Television Committee                      | Entwicklung und Umsetzung entsprechender TV-Formate                                           |
| Women's Committee                         | Betreuung und Förderung des Frauen-Wrestling                                                  |
| „Ed Lewis“ Committee                      | Sonderzahlungen an verdiente Wrestler bzw. für die Förderung besonders begabter Jung-Wrestler |

Nach dem 1. Mai 2017 wurden die klassischen Komitees aufgegeben und durch verschiedene Institutionen ersetzt, die deren Aufgaben übernahmen. Dabei orientierte sich die NWA nun bewusst an den Marktführer WWE.